# گودز: زندگی سخت، فروش دشوار
اجناس: سخت زندگی می‌کنند، فروش سخت (به انگلیسی: The Goods: Live Hard, Sell Hard) فیلمی محصول سال ۲۰۰۹ و به کارگردانی نیل برنان است. در این فیلم بازیگرانی همچون جرمی پیون، وینگ ریمز، جیمز برولین، دیوید کوچنر، کاترین هان، اد هلمز، جوردانا اسپیرو، کریگ رابینسون، راب ریگل، چارلز نپیر، جاناتان سادوفسکی، نورین دیوالف، وندی مالیک، برایان کالن، مت والش و ویل فرل ایفای نقش کرده‌اند.